# Anthene orphna
Anthene orphna är en fjärilsart som beskrevs av Clench 1965. Anthene orphna ingår i släktet Anthene och familjen juvelvingar. Inga underarter finns listade i Catalogue of Life.